# 15. siječnja
15. siječnja (15. 1.) 15. je dan godine po gregorijanskom kalendaru.
Do kraja godine ima još 350 dana (351 u prijestupnoj godini).

## Događaji
- 1877. – Sklopljena Budimpeštanska konvencija  između Austro-Ugarske i carske Rusije.
- 1892. – James Naismith predstavio je pravila košarke.
- 1895. – U Sankt Peterburgu premijerno je izveden balet Labuđe jezero Pjotra Iljiča Čajkovskog.
- 1936. – U Ohiju dovršena prva ostakljena zgrada u SAD-u.
- 1960. – Etta James (21 god.) R&B i gospel pjevačica potpisuje ugovor s izdavačkom kućom Chess Records te uskoro objavljuje svoje uspješnice "At Last", "All I Could Do Was Cry" i "Trust in Me".
- 1991. – Istekom roka Ujedinjenih naroda za povlačenje iračkih snaga iz Kuvajta, otvoren je put za akciju Pustinjska Oluja.
- 1992. – Europska unija službeno je priznala neovisnost Hrvatske i Slovenije od Jugoslavije.
- 1998. – Hrvatsko Podunavlje mirnim je putem reintegrirano u ustavnopravni sustav Republike Hrvatske.
- 2001. – Započeo je projekt Wikipedija, kao dodatak stručno pisanoj (i do sada ugasloj) Nupediji.
- 2014. – Kraj hrama Abydosa otkriven grob nepoznatog egipatskog faraona Senebkaya.[1]

| - 1622. – Molière, francuski književnik († 1673.) - 1850. – Mihai Eminescu, rumunjski pjesnik († 1889.) - 1872. – Franjo Salis-Seewis, hrvatski biskup († 1967.) - 1873. – Max Adler, austrijski filozof († 1937.) - 1902. – Karlo Štajner, hrvatski publicist, preživio gulag, autor knjige 7000 dana u Sibiru († 1992.) - Nazim Hikmet, turski književnik († 1963.) - 1905. – Anton Dolenc, hrvatski elektrotehnički stručnjak, inženjer elektrostrojarstva i izumitelj († 1984.) - 1906. – Aristoteles Onassis, grčki brodovlasnik († 1975.) - 1918. – Gamal Abdel Naser, egipatski političar, premijer i predsjednik († 1970.) - 1919. – Mladen Delić, hrvatski sportski komentator († 2005.) - 1929. – Martin Luther King, američki borac za ljudska prava Afroamerikanaca († 1968.) - 1933. – Josip Pankretić, hrvatski političar († 1998.) - 1944. – Vesna Girardi-Jurkić, hrvatska arheologinja i političarka († 2012.) - 1958. – Božidar Kalmeta, hrvatski političar - 1958. – Boris Tadić, srpski političar i predsjednik - 1971. – Regina King, američka glumica - 1981. – Pitbull, američki pjevač - 1982. – Josip Pavić, hrvatski vaterpolist - 1984. – Zuzana Rehák-Štefečeková, slovačka streljačica - 1985. – René Adler, njemački nogometaš - 1991. – Daria Klišina, ruska atletičarka - 1999. – Samuel Kolega, hrvatski alpski skijaš - 69. – Galba, rimski car (* 3. pr. Kr.) - 936. – Rudolf, franački kralj - 1149. – Berengarija Barcelonska, španjolska kraljica supruga (* 1116.) - 1595. – Murat III., turski sultan (* 1546.) - 1813. – Anton Bernolák, slovački svećenik i filolog (* 1762.) - 1887. – Friedrich von Amerling, austrijski slikar (* 1803.) - 1919. – Rosa Luxemburg, njemačka i poljska političarka, društvena teoretičarka i ekonomistica (* 1871.) - Karl Liebknecht, njemački socijalist i političar (* 1871.) - 1955. – Yves Tanguy, francuski slikar (* 1900.) - 1967. – David Davidovič Burljuk, ukrajinski pjesnik (* 1882.) - 1988. – Seán MacBride, irski političar(* 1904.) - 1994. – György Cziffra, mađarski pijanist (* 1921.) - 2011. – Susannah York, engleska glumica (* 1939.) - 2014. – Roger Lloyd-Pack, engleski glumac (* 1944.) - 2018. – Dolores O'Riordan, irska glazbenica (* 1971.) |

## Blagdani i spomendani
- Dan vjerskih sloboda
- Dan međunarodnog priznanja Republike Hrvatske
- Dan grada Biograda na Moru
- Dan sv. Pavla Pustinjaka
- Dan hangeula u Sjevernoj Koreji

## Imendani
- Mavro
- Anastazija
- Stošija

## Vanjske poveznice
|  | Zajednički poslužitelj ima još gradiva o temi 15. siječnja |